# Essential
Essential（全稱：Essential Products, Inc.）是美國的科技公司，成立於2015年11月9日。

## 歷史
2015年11月9日，Android聯合創始人安迪·魯賓及Playground Global聯合創始人兼執行董事的Matt Hershenson共同成立公司。
2017年3月27日，推出搭載Android的智能手機Essential Phone及搭載Ambient OS的智能家居助手Essential Home。
2020年2月4日，发布适配Essential Phone的Android 10版本更新服务。
2020年2月12日，該公司宣佈停止營運。
2021年2月15日，Nothing收購了Essential的商標和品牌。

## 外部連結
- （英文）Essential全球（页面存档备份，存于）
- （简体中文）Essential中國（页面存档备份，存于）